# 白川鼎心
白川 鼎心（1981年 - ）は、書家、俳人、歌人。

## 経歴
二松學舎大学卒業。
産経国際書会無監査会員。国立お茶の水女子大学附属中学校書写専任講師。都内公立学校非常勤講師。鼎心書塾代表。光陽書道会品川支部長。光陽書道会越谷支部長。たまさか書会専任講師。
短歌結社「心の花」会員。俳句結社「梓」会員。
日本学校俳句研究会　幹事。 
文化庁委託江東伝統文化親子教室会長。 
学習塾経営を経て、公立学校非常勤講師の傍ら、書家、歌人、俳人を目指す。

## 賞歴
- 産経国際書道展特別賞　会友賞
- 日本武道館書道展
- 書縁展
- 伊勢神宮書道展　　　五十鈴川賞
- 全日本書道芸術院展　準大賞